# Hôpital de Pérouges
L'hôpital de Pérouges est un hôpital situé à Pérouges, en France.

## Présentation
L'hôpital est situé dans le département français de l'Ain, sur la commune de Pérouges. L'édifice est inscrit au titre des monuments historiques en 1929.